# Lezama (ort i Spanien, Baskien, Araba / Álava)
Lezama är en ort i Spanien.   Den ligger i provinsen Araba / Álava och regionen Baskien, i den norra delen av landet, 300 km norr om huvudstaden Madrid. Lezama ligger 347 meter över havet.
Terrängen runt Lezama är huvudsakligen kuperad, men åt sydväst är den bergig. Runt Lezama är det glesbefolkat, med 10 invånare per kvadratkilometer. Närmaste större samhälle är Amurrio, 3,3 km nordväst om Lezama. Omgivningarna runt Lezama är en mosaik av jordbruksmark och naturlig växtlighet.